# LoRo-Schiff

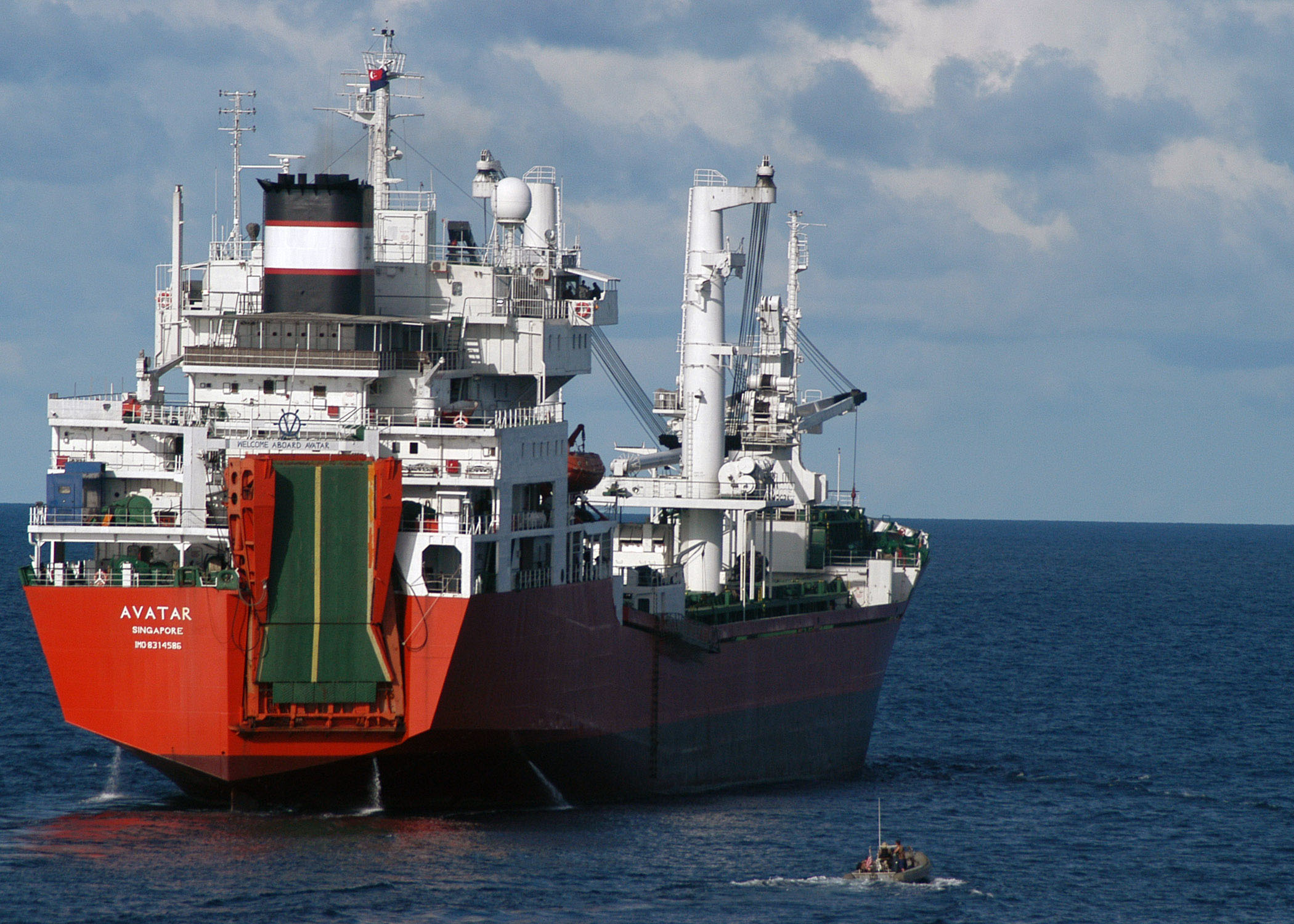
Das LoRo-Schiff Avatar (ex-Astrakhan). Zu erkennen die Laderampe am Heck und die Ladegeschirr an Deck.

Das LoRo-Schiff, bzw. Ro/Lo-Schiff (vom englischen Lift on/off / Roll on/off) ist ein besonders flexibler Schiffstyp zum gleichzeitigen Transport von Containern, Stückgütern sowie RoRo- und anderen rollenden bzw. sperrigen Ladungen. Der Lo/Ro-Typ ist daher insbesondere für Dienste mit gemischten Ladungsaufkommen von Containern, Stück-, Lang- und Schüttgütern und schwerer, rollender sowie sperriger Ladung in Regionen, die den Einsatz gleich großer Containerschiffe oder RoRo-Schiffe nicht erlauben, sowie für militärische Versorgungseinsätze geeignet.

## Geschichte
Zwar wurden schon ab 1969 die ersten vier Lo/Ro-Schiffe von der US-amerikanischen Reederei Moore-McCormick im Transatlantikdienst eingesetzt, diese konnten sich aber zunächst genauso wenig durchsetzen, wie zum Beispiel die ab 1971 in Dienst gestellten Schwesterschiffe Finn-Amer und Finnsailor, da sie gleichzeitig auf sehr hohe Geschwindigkeiten ausgelegt waren, was sie im Zuge der Ölkrise schnell unwirtschaftlich machte. Erst im Zuge der weiter fortschreitenden Spezialisierung des Schiffbaus wurden gegen Ende der 1970er Jahre wieder Lo/Ro-Frachter gebaut und haben seitdem ihre Nische in bestimmten Regionen gefunden.

## Laderaumanordnung
LoRo-Schiffe sind im Allgemeinen, anders als beim ConRo-Schiff, in allen Laderäumen für die herkömmliche, vertikale Beladung im LoLo-Verfahren, als auch für horizontale, sprich rollende Beladung, ausgelegt. Diese ladungstechnisch flexiblere, aber auch bauaufwändigere Weiterentwicklung des schon seit den 1960er Jahren existierenden ConRo-Schiffs zeichnet sich durch eine Erreichbarkeit aller Laderäume durch Luken und Rampen sowie eine Ausrüstung mit einer oft großen Anzahl von Ladegeschirr aus. Für diesen Zweck sind LoRo-Schiffe, ebenso wie andere RoRo- oder ConRo-Schiffe mit Sattelauflieger- und Autodecks verschiedener Höhen versehen, die über Heckrampen erreicht werden können. Oft sind auch noch Lifte und Seitenpforten zu finden. Das oft vom RoRo-Bereich über eine weitere Rampe zu erreichende Wetterdeck kann meist ebenfalls mit Trailern und/oder Containern beladen werden. Im Hinblick auf eine mögliche militärische Nutzbarkeit sind die einzelnen Ladedecks über die hohe Flexibilität des Laderaums hinaus für zum Teil hohe Decksbelastungen konstruiert.

## Beispiele
Früher Vertreter dieses Schiffstyps sind die Baureihen Hamlet-Alice und Lo/Ro 18.